# Pruebas de artista
Las pruebas de artista son las impresiones que realiza el artista de su grabado para verificar las características generales de la imagen que está trabajando. Se caracterizan por hacerse a partir del momento en que el trabajo de la imagen ha sido concluido. 
Con estas pruebas de artista se hacen los estudios de color de tintas, formato y tipo de papel, distribución de la imagen en este último y demás revisiones de la calidad final de la imagen.
Las pruebas de artista se identifican por ser marcadas con las letras P/A o P.A.
En ocasiones los artistas realizan una serie de pruebas de artista con el fin de estudiar las posibilidades de comercialización y muestra en exposiciones. Estas ediciones por lo general no superan las diez pruebas iguales y se numeran con números romanos o con la combinación de números latinos y las letras P.A.
Opciones de numeración:
I/X o 1/10 P/A o P.A. 1/10
Una vez establecida la aceptación del grabado, se puede realizar la edición final, con lo cual se culmina el proceso del grabado. Se acostumbra a terminar con una prueba de cancelación o terminación de la edición, la que garantiza que no se harán más copias.
- Datos: Q6089444